# Archambaud de Grailly

Familienwappen Archambauds de Grailly

Archambaud de Grailly (* um 1330; † 1412) war seit 1356 bis zu seinem Tod Vizegraf von Castillon und Gruson, seit 1369 Graf von Bénauges und Captal de Buch. Er war der jüngere Sohn von Pierre II. de Grailly und dessen Ehefrau Erembourg von Périgord.

## Herkunft und Hundertjähriger Krieg
Archambaud entstammte dem Adelsgeschlecht der Grailly, welches ursprünglich am Genfersee beheimatet war. Doch Archambauds Vater trat in den Dienst des Königs von England und wurde von diesem mit der Statthalterschaft im Süden der Guyenne (Captalat de Buch) beauftragt wo sich die Grailly als loyale Gefolgsmänner Englands im Hundertjährigen Krieg gegen Frankreich erwiesen.
Nach dem Tod seines Vaters erhielt Archambaud die Herrschaft über Castillon und Gruson aus dessen Erbe. Wenig später kämpfte Archambaud gemeinsam mit seinem Neffen Jean III. de Grailly am 19. September 1356 in der siegreichen Schlacht von Maupertuis, wo der französische König Johann II. in die Gefangenschaft Englands geriet. Dieser Sieg führte 1360 zum Frieden von Brétigny in dem England seinen Besitz über einen beträchtlichen Teil des Südens von Frankreich ausdehnen konnte. In den folgenden Jahren waren die Graillys mit der Verteidigung der eroberten Territorien beschäftigt die der französische Marschall du Guesclin im Stande war zurückzuerobern. Dabei unterstützten sie den gegen Frankreich revoltierenden König Karl II. von Navarra, der sich Hoffnungen auf die französische Königskrone machte. Doch in der Schlacht von Cocherel am 16. Mai 1364 wurde das englisch-navarresische Heer, das von den Graillys geführt wurde, durch die Franzosen unter Du Guesclin vernichtend geschlagen, Archambaud und sein Neffe gerieten in Gefangenschaft. Archambaud sollte aus dieser erst 1272 nach der Zahlung von 500 Goldfranken entlassen werden, zuvor war sein Neffe 1369 ohne Nachkommen gestorben und hatte Archambaud zu seinem testamentarischen Erben erklärt. Weiterhin wurde Archambaud am 2. März 1377 vom englischen König zum Seneschall der Biskaya ernannt.

## Seitenwechsel
Im Jahr 1381 heiratete Archambaud die einzige Tochter des aragonesischen Vizegrafen von Castelbon. Isabelle de Foix war eine Angehörige des Grafenhauses von Foix dessen Oberhaupt Gaston Fébus einer der mächtigsten und reichsten Fürsten im französischen Süden war, Isabelle war eine Cousine zweiten Grades von Fébus. Etwa um die gleiche Zeit aber starb der einzige Sohn und Erbe von Graf Fébus angeblich auch durch das Zutun des Vaters, somit konnte Isabelles jüngerer Bruder Mathieu, als nächster Anverwandter 1391 das Erbe von Fébus antreten. Doch auch Mathieu verstarb 1398 ohne einen Erben zu hinterlassen, womit nun seine Schwester Isabelle als letzte Angehörige des Hauses Foix dessen umfangreichen Besitz erbte.
Archambaud wurde damit als Ehemann seiner Frau deren Mitregent (de jure uxoris) in der Grafschaft Foix, den Vizegrafschaften von Béarn, Marsan, Lautrec und Castelbon sowie der Co-Herrschaft von Andorra. Die französische Krone aber erhob gegen diesen Erbgang Einwände, da sie es nicht hinnehmen konnte, wenn eines der größten Territorien des Königreiches in die Hände eines Untertanen Englands fallen sollte. So marschierte der französische Connétable de Sancerre mit einem Heer in die Grafschaft Foix ein und besetzte größere Teile davon. Isabelle und Archambaud konnten allein dieser Bedrohung nichts entgegensetzen und zeigten Bereitschaft, sich der französischen Autorität zu unterwerfen. Im Vertrag von Tarbes, der am 10. Mai 1399 unterzeichnet wurde, erkannten Isabelle und Archambaud die französische Krone als Lehnsherren für die Grafschaft Foix an, Archambaud musste seine Gefolgschaft zu England aufkündigen und die beiden ältesten Söhne des Paares mussten als Geiseln an den königlichen Hof zu Paris geschickt werden, damit sie dort ihre Erziehung erhalten konnten.
Damit wurde der Fortbestand der neuen gräflichen Dynastie von Foix innerhalb der französischen Feudalwelt gewährleistet, was sich auch ihn ihrem Namen niederschlug. Denn Archambauds Nachkommen führten Namen und Wappen der Familie seiner Ehefrau fort, während die des Hauses Grailly fallen gelassen wurden. Von Loyalitätskonflikten zwischen England und Frankreich sollte Archambaud verschont bleiben, da der Hundertjährige Krieg in jener Zeit durch innere Konflikte beider Königreiche zu einem vorläufigen Erliegen kam. Seine neue Treue zu Frankreich wurde Archambaud gelohnt, als er 1412 zum königlichen Lieutenant-Général des Languedoc ernannt wurde. Doch schon kurze Zeit danach verstarb er.

## Ehe und Nachfolgeregelung
Archambaud de Grailly war seit 1381 mit Gräfin Isabelle von Foix († 1428) verheiratet, mit der er fünf Söhne hatte:
- Johann I. (* 1382; † 4. Mai 1436), Nachfolger als Graf von Foix, Vizegraf von Béarn, Marsan, Lautrec und Castelbon und Co-Herr von Andorra
- Gaston I. († nach 1455), Captal de Buch, Graf von Longueville, Vizegraf von Bénauges und Herr von Grailly
- Archambaud († 10. September 1419), Herr von Navailles, im Dienste des Herzogs Johann von Burgund mit diesem auf der Brücke von Montereau ermordet
- Mathieu († Dezember 1453), ⚭ I) 1419 Gräfin Marguerite von Comminges, ⚭ II) 1446 Catharine d’Aspet
- Pierre l’Ancien (* 1386; † 13. Dezember 1464 in Avignon), seit 1409 Kardinal, 1405–1422 Bischof von Lescar, 1450–1463 Erzbischof von Arles

Um zu gewährleisten, dass das Erbe von Foix im Spannungsfeld zwischen den Königreichen Frankreich und England auch für die Zukunft zusammengehalten wird, wurde dieses vollständig gemäß einem familiären Arrangement an Archambauds ältesten Sohn Johann I. vererbt, der zweitälteste, Gaston I., bekam das Erbe seines Vaters, für welches in seiner Gesamtheit der König von England als Lehnsherr anerkannt werden musste.